# گریر پلیس (آریزونا)
گریر پلیس (به انگلیسی: Greer Place) یک منطقهٔ مسکونی در ایالات متحده آمریکا است که در آریزونا واقع شده‌است. گریر پلیس ۱٬۶۶۵ متر بالاتر از سطح دریا واقع شده‌است.